# バルキージョ
バルキージョ（スペイン語: Barquillo）は、スペインやラテンアメリカ、フィリピンで親しまれているウエハース状の菓子。中空の円筒形や円錐形に成形して作られている。スペインでは歴史的に赤いルーレット（ルールタ・デ・バルキーレロ）を持った道端の行商人によって販売されてきた。
バルキージョは砂糖と水の割合を変えることで味を変えることができる。一般的に水の量が多いほど薄くなり、砂糖の量が多いほど調理の自由度が高くなる。職人による円筒状のウエハースは、木の棒に巻き付けた生地を鉄板に押し付けて作る。どのような形状であっても、格子状のレリーフが印刷されていたり、平滑であったりする場合がある。バルキージョはプレーンで食べられてきた。しかし、現代では、バニラ、シナモン、ココナッツ、レモン汁などの材料で風味付けをしたり、ミルクチョコレートでコーティングすることもある。

## 名称
バルキージョはスペイン語で「小舟」を意味する。このスナックの中国語名「蛋卷」は英語に直訳すると「egg roll」となっている。英語ではビスケットロールやエッグロールとして知られている。マカオでは「蛋卷」と呼ばれている。

## 概要

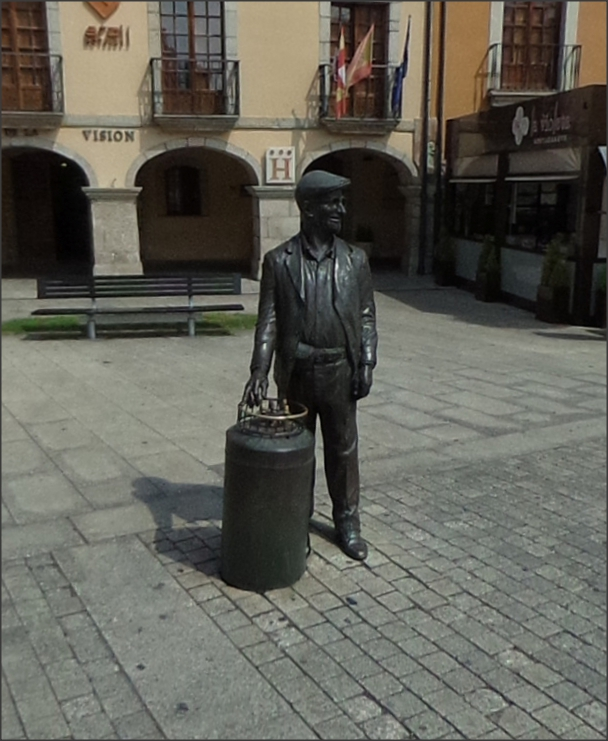
ポンフェラーダにあるバルキーレロであったペペ・コルテスの像

バルキージョの売り手はバルキーレロと呼ばれている。スペインのバルキージョの購入には通常、購入者がルーレットのお金を支払わなければならない。ルーレットがどこに表示されるかに応じて、買い手は同じ価格で1つ又は2つのバルキージョを手に入れることができる。フィリピンのイロイロ市で作られるバルキージョのバリエーションには、ウベ、パンダンの葉、ニンジンで味付けされたものがあり、それぞれ明るい紫色、緑色、オレンジ色がある。ラテンアメリカではクバニートという名称で作られている。香港でもエッグロールとしてバニラ風味に製造されている。

## 歴史
最初は修道院で聖餐の供物として作られてきたが、時代の変化と共に庶民へと伝わったとされる。実際に庶民に親しまれるようになったのは、9世紀に木炭オーブンで焼きながら、教会の前で販売していたことがきっかけとされる。現在残っているバルキージョの道具は1440年頃のものと推定されている。道具にはアラゴン王国の紋章が刻まれていたため、フアン2世の治世下に王宮で使用されていた可能性があると見られる。スペイン帝国時代にはラテンアメリカやフィリピンにも伝道された。
フランコ体制下のスペインではバルキージョの販売が制限され、衰退の危機に陥った。現在は稀にバルキーレロがマドリードの祭りで販売している。

## 画像

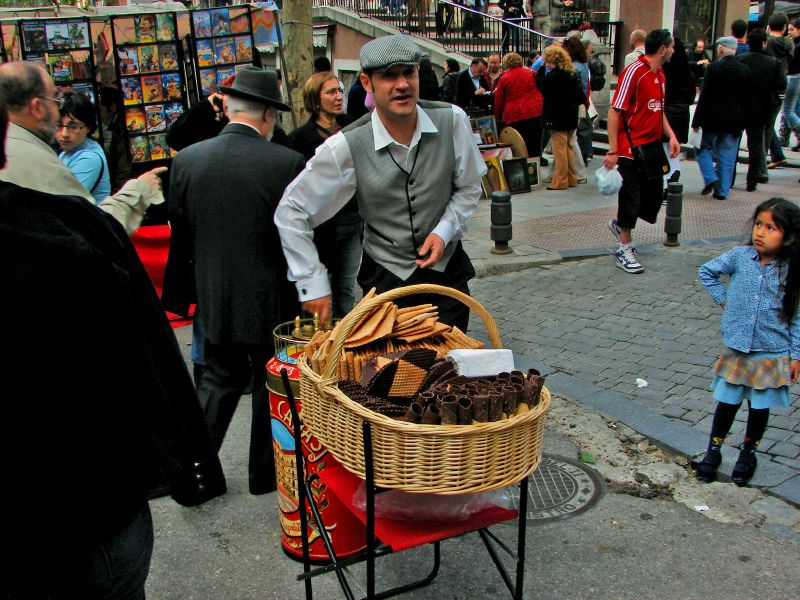
マドリードにいるバルキーレロ（販売者）
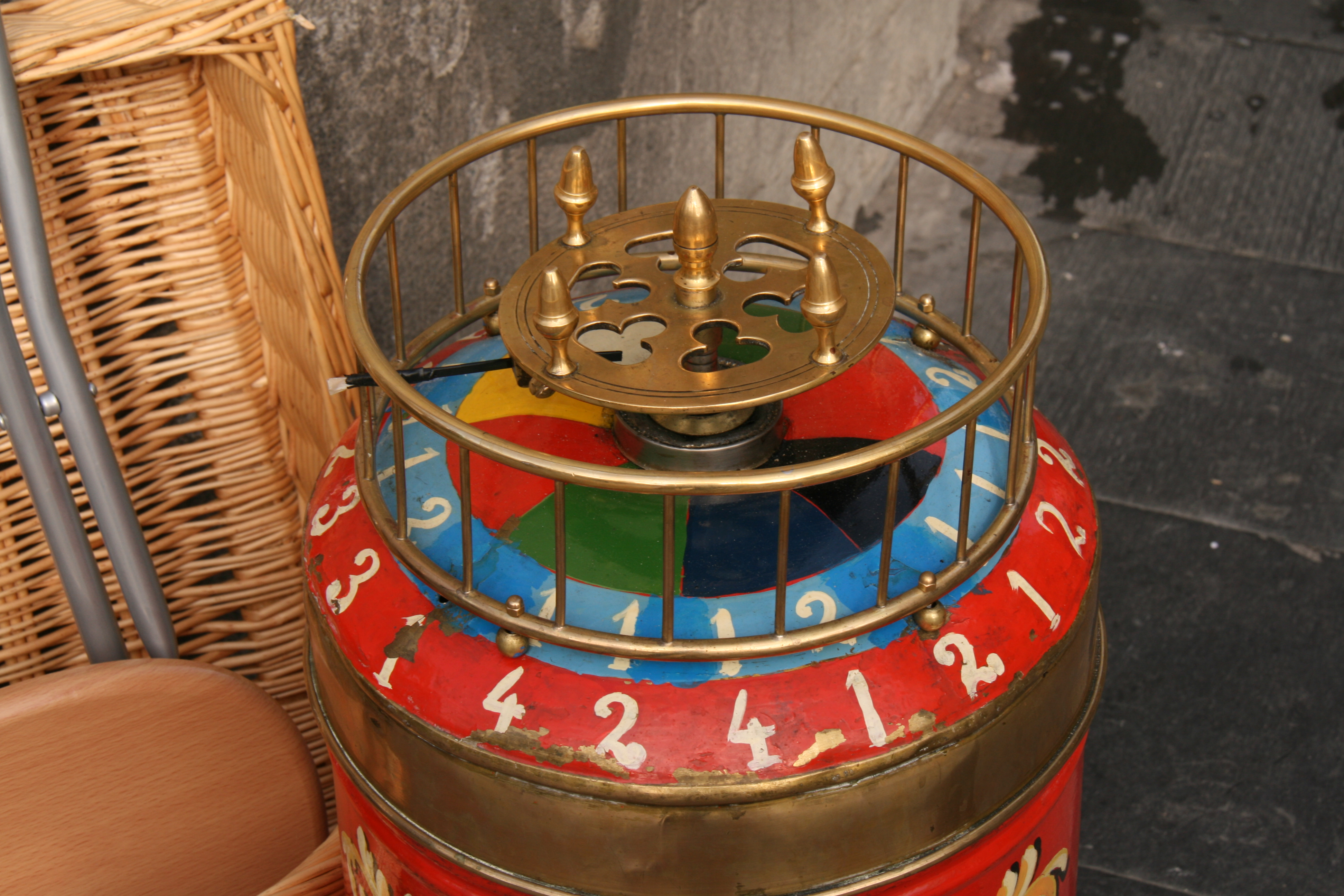
バルキージョで使われているルーレット
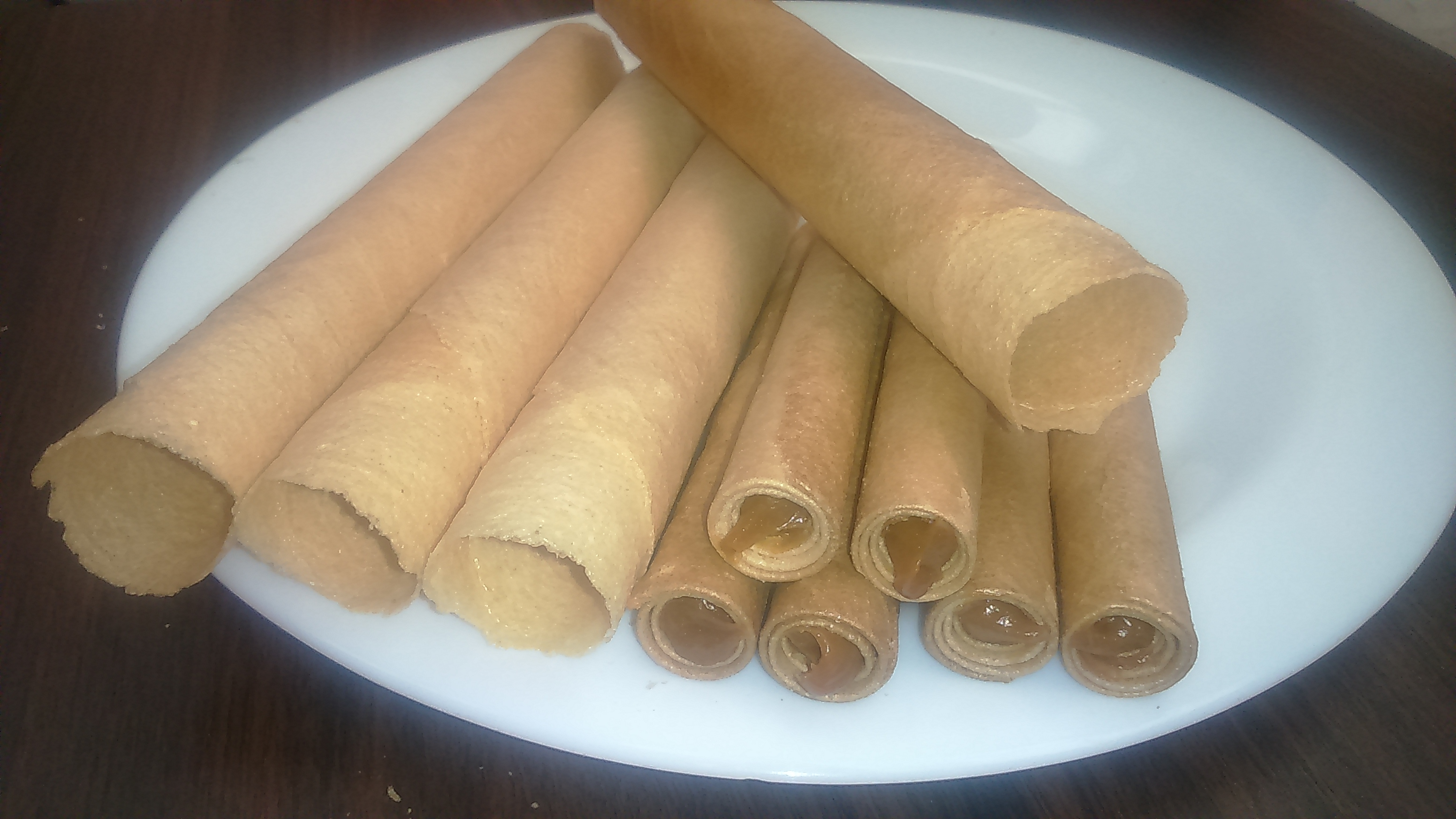
チリのバルキージョ
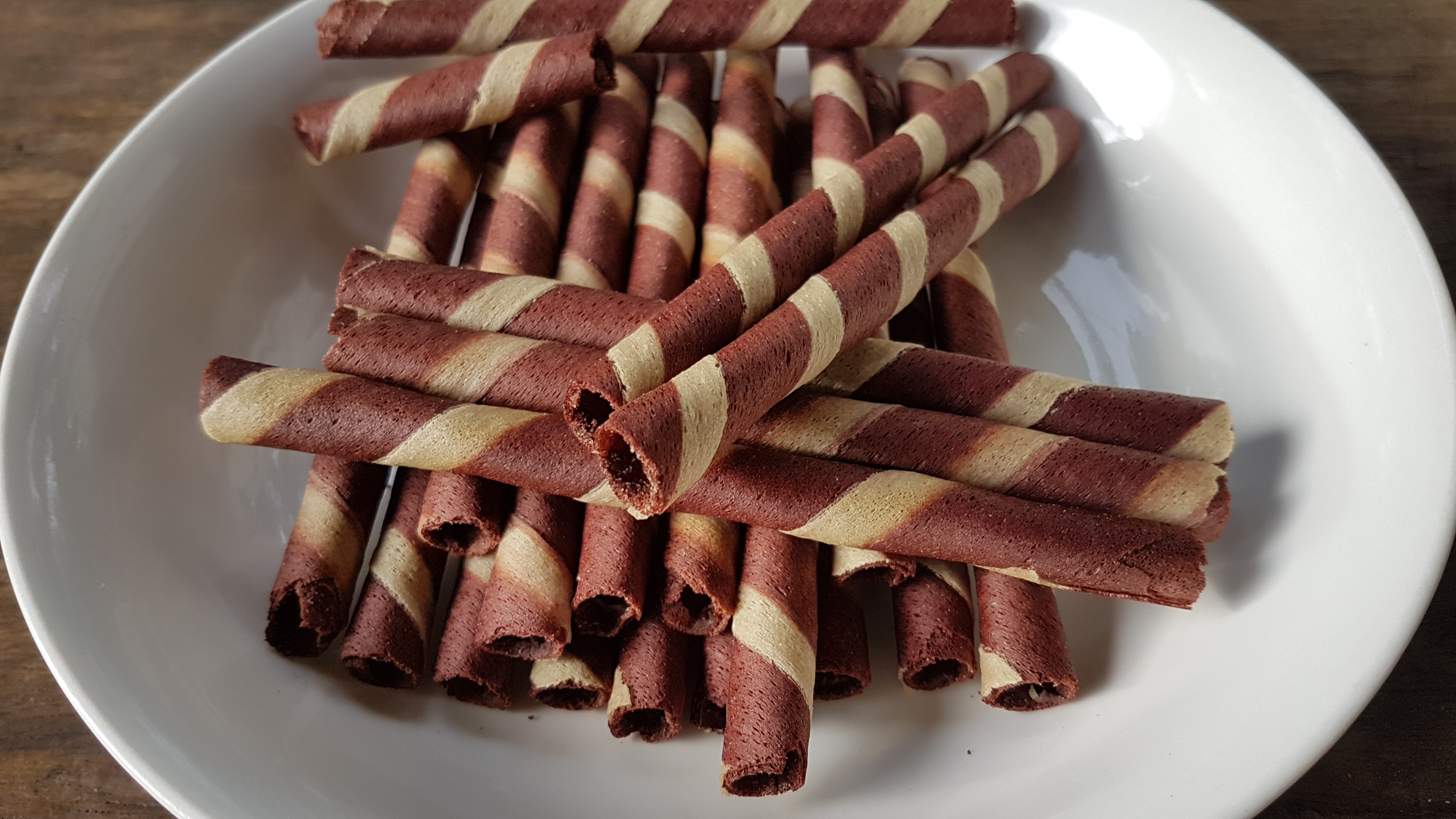
フィリピンのチョコレートバルキージョ
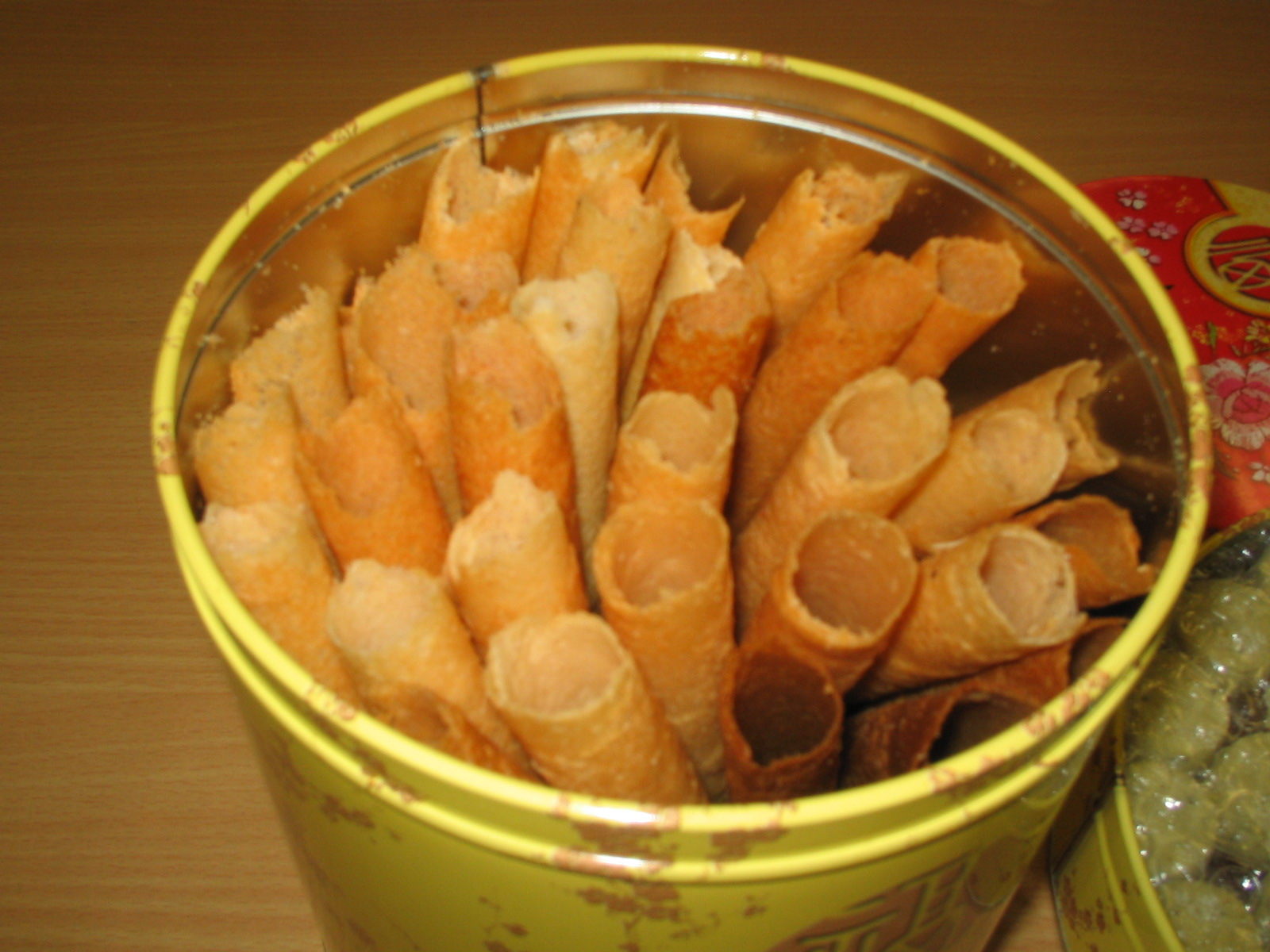
香港のバルキージョ